# Psorospermum glaberrimum
Psorospermum glaberrimum är en johannesörtsväxtart som beskrevs av Bénédict Pierre Georges Hochreutiner. Psorospermum glaberrimum ingår i släktet Psorospermum och familjen johannesörtsväxter. Inga underarter finns listade i Catalogue of Life.